# Национальный банк Австрии
Национальный банк Австрии (нем. Österreichische Nationalbank (OeNB)) — центральный банк Австрии.

## История
Национальный банк Австрии основан 1 июня 1816 года. 15 июля 1817 года банк получил исключительное право выпуска банкнот.
В соответствии с условиями Австро-венгерского соглашения функции центрального банка Австро-Венгрии выполнял созданный 30 сентября 1878 года Австро-Венгерский банк. Монументальное здание в стиле неоклассицизма в центре Вены (Отто Вагнер Плац) строили в 1911—1919 годах по проекту архитектора Леопольда Бауэра.
После распада Австро-Венгрии банк, находившийся в совместном управлении Австрии и Венгрии, продолжал эмиссию австро-венгерской кроны, остававшейся общей валютой Австрии, Венгрии, Чехословакии, а также обращавшейся на территориях Австро-Венгрии, вошедших в состав других стран. 31 июля 1924 года Австро-Венгерский банк официально прекратил своё существование.
14 ноября 1922 года принят закон о создании Национального банка Австрии. Банк начал операции 1 января 1923 года.
В 1938 году произошёл аншлюс и оккупация Австрии Германией, после чего банк был слит с германским Рейхсбанком. После освобождения Австрии банк с июля 1945 года возобновил свою основную деятельность.
3 декабря 1996 года в период выборов номинала евро банкноты был выбран наилучший эскиз (номер T382), несколько рисунков были разработаны графиком Национального банка Австрии Робертом Калина (Robert Kalina).
С 1 января 2002 года в Австрии в обращении — евро. Национальный банк Австрии обменивает шиллинги на евро без ограничения срока. Национальный банк Австрии использовал специальный поезд, который объезжал всю Австрию с целью обменять у населения 12 миллиардов шиллингов на евро.

## Организация

50 шиллингов 1966 года — австрийская памятная монета, посвящённая 150-летию Национального банка

Органами управления являются генеральное собрание (Generalversammlung), генеральный совет (Generalrat) и директория (direktorium). Генеральный совет состоит из президента (präsident), вице-президента (vizepräsident) и 8 членов (mitgliedern), назначаемых федеральным правительством сроком на 5 лет при праве переизбрания. Директория (direktorium), состоит из губернатора (gouverneur), вице-губернатора (vize-gouverneur) и двух директоров (direktor), назначаемых федеральным президентом по предложению федерального правительства, которое в свою очередь получает предложение от генерального совета, сроком на 5 лет с правом переизбрания. Имеет 7 филиалов в главных городах федеральных земель, а также в городе Филлахе (Каринтия).

## Персонал
Предусматривается строгое наказание банковских служащих любого уровня за разглашение профессиональной тайны третьим лицам. Уклонение от уплаты налогов не является основанием для раскрытия банковской тайны.

## Обслуживание
Банковское законодательство в первую очередь ставит интересы клиентов. Информация о вкладе может быть предоставлена третьей стороне при наличии письменного заявления клиента или по запросу суда только в связи с расследованием уголовного дела.
Иностранцу, прибывшему в Австрию по туристической визе на срок менее трех месяцев, при открытии банковского счёта на большую сумму, нужно предъявить удостоверение личности. Банк зарегистрирует паспортные данные и национальность клиента, но эта информация согласно законодательству будет секретной. В целях защиты инвестиций клиентов Австрийский национальный банк их страхует. Это распространяется на все вклады, независимо от того, австрийцем или иностранцем они сделаны.

## Мероприятия
Банк иногда проводит мероприятия, не связанные с банковской деятельностью:
1. Выставка «Золотой слиток», музей денег Австрийского национального банка, проводилась 13 ноября — 31 декабря 2007 в городе Вена, рассказывающая о добыче золота, чеканке и значении золотых слитков для международного денежного обращения. В самом Австрийском национальном банке хранится 289 тонн золота, что соответствует 4,5 миллиардам евро на 2007 год. На выставке можно познакомиться и с методами проверки подлинности золотых слитков.

## Слухи
В марте 2002 в типографии Австрийского национального банка напечатаны купюры евро с ошибкой, сообщили на брифинге в МВД Австрии. Эти банкноты были обнаружены в одном из банков германского города Регенсбурга, и по сериям и номерам специалисты определили где они были произведены. На обратной стороне пятиевровой купюры не было никакого рисунка. Таких купюр типография Австрийского национального банка успела отпечатать немного, поэтому они сразу же стали объектом «охоты» для коллекционеров, и «идут нарасхват» по цене, намного превышающей номинал

## Реквизиты
Адрес Национального банка Австрии: город Вена, ул. Отто-Вагнер-плац, 3; Центральная касса Национального банка: город Вена, ул. Гарнизонгассе, 15.